# Classes de tonelada

Classes de tonelada nos Jogos Olímpicos de 1900

As classes de tonelada, por vezes chamada de medidor Godinet, são categorias usadas para identificar classes de iates. Esse tipo de categorização foi criado em 1892 pelo clube náutico Yacht Club de France, rapidamente adotada pelas demais nações da Europa continental. A divisão permitiu classificar os veleiros de competição por tonelagem, através de uma fórmula estabelecida pelo engenheiro Auguste Godinet, tendo em conta deslocamento, comprimento e vela.
As primeiras tentativas de criar regras de classificação, porém, basearam-se no antigo sistema britânico de medição de tonelagem para calcular o volume do porão de grandes navios comerciais. Forneceu-se a capacidade de carga do navio em toneladas (35 pés cúbicos por tonelada) ou, como alguns acreditam, em tonéis. Eventualmente, esta regra foi modificada em 1854 como a Regra de Medição do Tâmisa. A medição proposta por Godinet, no entanto, foi a versão mais popular desse tipo de classificação. A seguinte fórmula era utilizada:
{\displaystyle T={\frac {(L-0.25P)\cdot P\cdot {\sqrt {S}}}{130}}}
where:
- L = LWL
- P = circunferência do casco
- S = área da vela
- T = regra em toneladas

Esta nova regra francesa foi adotada em dezembro de 1892 pela Suíça, seguida pela Alemanha, Dinamarca, Finlândia e Suécia em março de 1893. Bélgica e Espanha completaram a lista. Em março de 1894, a regra Godinet é notada pela primeira vez nos Estados Unidos, na construção do Vendenesse, o primeiro iate de alumínio do mundo. Na ausência de outro tipo de divisão por disciplinas e classes, o programa da vela nos Jogos Olímpicos de Verão de 1900 fez uso dessa separação.